# Baileys

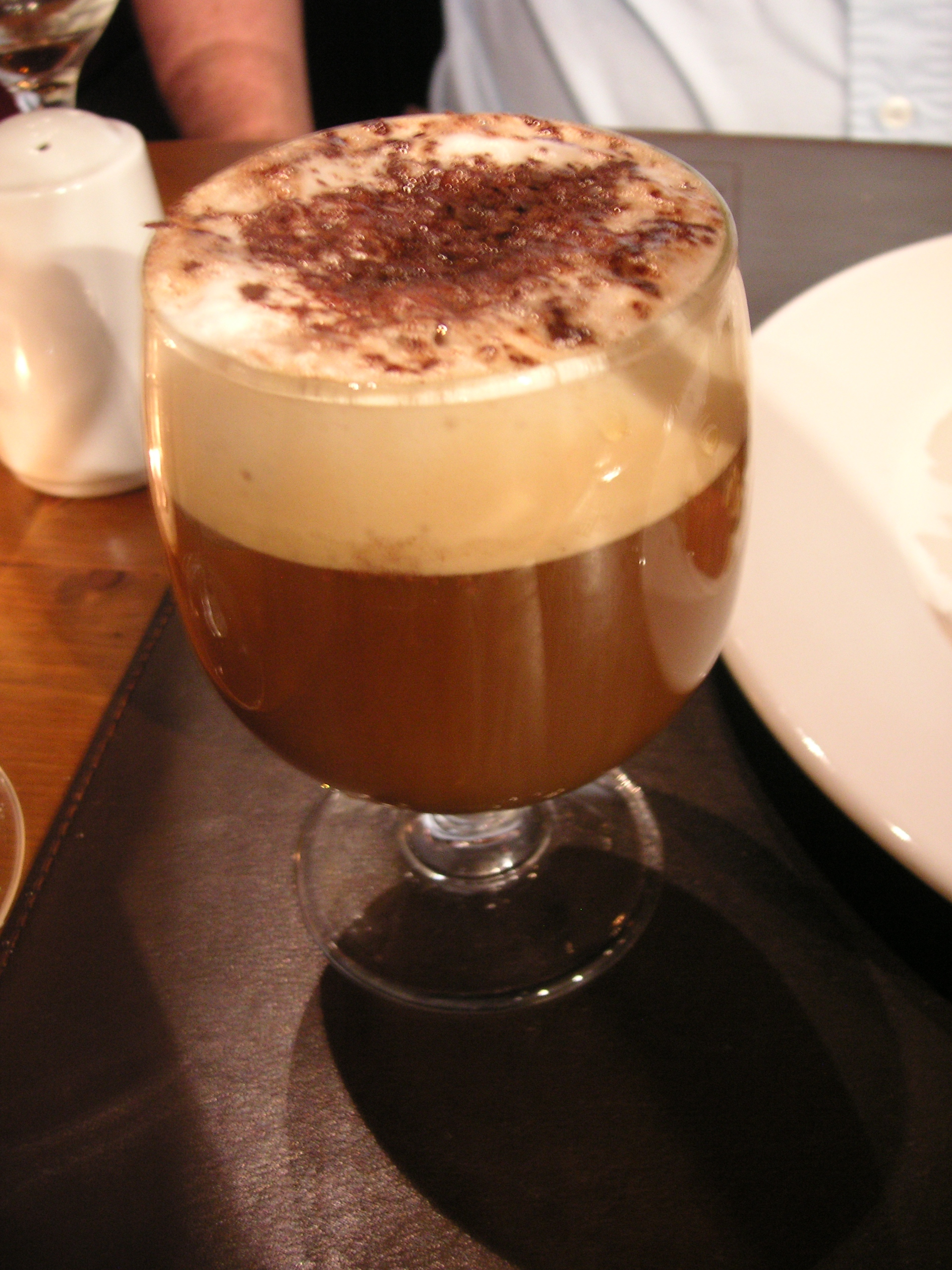
Een glas Baileys coffee

Baileys, volledige naam Baileys Irish Cream, is de merknaam van een Ierse likeur met als voornaamste ingrediënten whiskey en room. De drank wordt geproduceerd door R. A. Bailey & Co. uit Dublin vanaf 1974, en is eigendom van Diageo. Baileys heeft een alcoholpercentage van 17%.

## Geschiedenis
Baileys was de eerste Irish cream-likeur die op de markt werd gebracht. Gilbey's, een gin- en wijnbedrijf uit Dublin zocht in 1971 naar een product dat als echt Iers op de markt gebracht kon worden. Er werd besloten om er de twee meest typisch Ierse producten, melk en whiskey, voor te gaan gebruiken. De eerste pogingen waren niet zo geslaagd. Pas nadat men bij de bereiding van room uit melk het melkeiwit wegnam, om dat pas later in het productieproces weer toe te voegen, konden de twee met elkaar gemengd worden. Volgens de fabrikant zijn hierdoor geen conserveermiddelen nodig: enkel de whiskey zorgt ervoor dat de room niet bederft. Dit zorgt ervoor dat de likeur 24 maanden bewaard kan worden tussen 0 en 25 graden Celsius. In 1974 werd de drank geïntroduceerd op de internationale drankenmarkt. In 1979 verkocht men al meer dan twaalf miljoen flessen.
Er worden steeds meer vergelijkbare dranken geproduceerd. Baileys heeft ook zelf zijn assortiment vergroot met Baileys Mint Chocolate, Baileys Crème Caramel, Baileys Coffee en Baileys Dulce de leche.

## Productie
Zowel de whiskey als de melk worden gehomogeniseerd tot een emulsie met behulp van een emulgator die plantaardige olie bevat. De overige ingrediënten zijn onbekend, maar Baileys bevat in ieder geval ook chocolade, vanille, karamel en suiker.
De room in Baileys wordt geproduceerd door het 70 kilometer buiten Dublin gelegen Avonmore Waterford Plc. Jaarlijks wordt ruim vier miljoen liter van deze room gebruikt voor de productie van Baileys; dit is 4,3% van de totale Ierse melkproductie. Dit had impact op de plaatselijke economie. De melkveeboeren begonnen zich te verenigen en zich te specialiseren om genoeg melk voor de room te maken. Er worden enkel koeien van het ras Holstein-Friesian gebruikt die verschillende grassen te eten krijgen. De stallingen worden zo stressvrij mogelijk gehouden.

## Mixen
Irish Cream zoals Baileys kan puur worden gedronken, on the rocks of als deel van een mixdrank of cocktail (zoals B-52 of Baby Guinness). Ook wordt het regelmatig toegevoegd aan koffie als vervanger voor room en/of suiker.
Room bevat caseïne, dat een reactie vertoont wanneer het met een zuur in aanraking komt. Wanneer Baileys wordt gemengd met dranken als lemon, tonic of bepaalde wijnen kan het stollen. Dit is in veel gevallen ongewenst, maar sommige cocktails of mixdranken zijn er juist op gericht om deze stolling te veroorzaken. In België en Nederland doet een bekend broodjeaapverhaal de ronde dat het combineren van Baileys en tonic dodelijke gevolgen zou hebben.